# Astrophorina
Sous-ordre
Les Astrophorina forment un sous-ordre d'éponges marines dites « siliceuses » dans l'ordre des Tetractinellida et dans la classe des Demospongiae.

## Taxonomie
L'ordre Astrophorida est décrit en 1887 par le géologue britannique William Johnson Sollas.
Avec le développement de la systématique moléculaire, il a été possible de vérifier les hypothèses sur l'homologie morphologique et les hypothèses évolutives qui en découlent. Plusieurs d'espèces d'Astrophorida ont été séquencées pour un fragment de l'ADNr 28S. Celles qui ont été examinées présentaient de nombreuses particularités morphologiques et certains de ces caractères ont pu être réévalués d'après les données moléculaires. Les résultats sur l'ordre des Astrophorida sont en contradiction avec la classification historique,.
Depuis Morrow & Cárdenas (2015), Astrophorida n'est plus accepté comme un ordre et est devenu un sous-ordre de Tetractinellida sous le nom de Astrophorina.

## Liste des familles
Le sous-ordre Astrophorina comprend les familles suivantes, selon le World Register of Marine Species en 2020 :
- Ancorinidae Schmidt, 1870
- Calthropellidae Lendenfeld, 1907
- Corallistidae Sollas, 1888
- Geodiidae Gray, 1867
- Isoraphiniidae Schrammen, 1924
- Macandrewiidae Schrammen, 1924
- Neopeltidae Sollas, 1888
- Pachastrellidae Carter, 1875
- Phymaraphiniidae Schrammen, 1924
- Phymatellidae Schrammen, 1910
- Pleromidae Sollas, 1888
- Theneidae Carter, 1883
- Theonellidae Lendenfeld, 1903
- Thoosidae Cockerell, 1925
- Thrombidae Sollas, 1888
- Vulcanellidae Cárdenas, Xavier, Reveillaud, Schander & Rapp, 2011